# Парагуасу-Паулиста
Парагуасу-Паулиста (порт. Paraguaçu Paulista)  —  муниципалитет в Бразилии, входит в штат Сан-Паулу. Составная часть мезорегиона Ассис. Входит в экономико-статистический  микрорегион Асис. Население составляет 43 889 человек на 2006 год. Занимает площадь 1 001,094 км². Плотность населения — 43,8 чел./км².

## История
Город основан 12 марта 1925 года.

## Статистика
- Валовой внутренний продукт на 2003 составляет 354.052.641,00 реалов (данные: Бразильский институт географии и статистики).
- Валовой внутренний продукт на душу населения на 2003 составляет 8.443,90 реалов (данные: Бразильский институт географии и статистики).
- Индекс развития человеческого потенциала на 2000 составляет 0,773 (данные: Программа развития ООН).